# Wiek społeczny
Wiek społeczny – sytuacja społeczna jednostki w stosunku do jej roku życia.
Składają się na niego określone poniżej kryteria:
- wiek fizjologiczny – stopień rozwoju fizjologicznego jednostki w stosunku do jej roku życia
- wiek intelektualny – stopień rozwoju intelektualnego jednostki w stosunku do jej roku życia
- wiek prawny – określenie obowiązków i praw związanych z wiekiem chronologicznym jednostki

Jest on indywidualny dla każdej jednostki ale określony pewnymi ramami czasowymi. Jeśli jednostka wykracza poza te ramy mówimy o przyspieszonym lub opóźnionym wieku społecznym.